# Línea 15 (Media Distancia)
La línea 15 (Valladolid - Medina del Campo) de Media Distancia es un servicio regional de ferrocarril convencional. Es una de las 16 líneas de media distancia de Castilla y León, explotada por Renfe. Su trayecto habitual circula entre Valladolid y Medina del Campo. Estas dos estaciones están además unidas por numerosos servicios que pertenecen a otras líneas.
La duración mínima del viaje entre Valladolid y Medina del Campo es de 23 minutos.

## Líneas por donde transcurre el servicio
- Madrid-Hendaya. 192 km